# Sheila James Kuehl
Sheila James Kuehl (Tulsa, 9 febbraio 1941) è un'attrice, avvocato e politico statunitense. È nota come attrice bambina nel cast principale della serie televisiva Mio padre, il signor preside (The Stu Erwin Show, 1950-1955) e quindi come giovane attrice nella serie The Many Loves of Dobie Gillis (1959-1963). Da adulta ha intrapreso la carriera di avvocato, divenendo uno più influenti personaggi politici della California, la prima deputata apertamente gay ad essere eletta nel 1994 nel parlamento dello stato.

## Biografia
Nata in Oklahoma nel 1941, Kuehl mostrò sin da piccolissima un precoce talento per la musica, la danza e la recitazione, che le guadagnarono la partecipazione al popolare programma radiofonico The Penny Williamson Show. La bambina fu assunta sotto il nome di Sheila James, che manterrà per tutta la sua carriera di attrice. Lo show si distingueva come uno dei primi programmi "femministi" americani. Aveva per protagonista Penny Singleton nel ruolo di una vedova forte ed indipendente che lavorava come agente ammobiliare in una piccola città per sostenere le sue due figlie (interpretate da Kuehl e Mary Lee Robb).
Dalla radio alla televisione il passo fu breve. Nell'autunno del 1950, a 9 anni, Kuehl fu uno dei primissimi attori bambini ad entrare nel cast principale di una serie televisiva: Mio padre, il signor preside (The Stu Erwin Show, 1950-1955) con Stuart Erwin e June Collyer. La complessità delle riprese televisive, allora ai loro esordi, richiedeva la presenza di attori di esperienza e grande affidabilità ed aveva fino a quel momento scoraggiato la partecipazione di bambini troppo piccoli. Ma Kuehl, assieme a Robin Morgan in Mama, 1949-1957), e Judy Nugent e Jimmy Hawkins in The Ruggles (1949-1952), pur giovanissimi avevano talento in abbondanza e già grande esperienza e si dimostrarono perfettamente all'altezza. 
Terminata l'esperienza con The Stu Erwin Show, Kuehl continuò a lavorare come attrice bambina mentre andava la scuola. Il suo talento negli studi le permise di saltare due classi; a sedici anni già frequentava l'Università della California, Los Angeles. 
A 18 anni Kuehl interpretò un altro ruolo di grande popolarità nel cast di una serie televisiva, quello di "Zelda Gilroy" in The Many Loves of Dobie Gillis (1959-1963). Fu quindi "Selma Kowalski" nella serie Broadside (1964-1965).
Nel frattempo Kuehl che era già segretamente coinvolta in un rapporto omosessuale, si dedicò sempre più all'attività politica e al nascente movimento femminista. Continuò a lavorare come attrice con una certa regolarità fino ai primi anni settanta ma i suoi interessi erano ormai altrove. Nel 1975, a 34 anni, fu ammessa alla Harvard Law School, dove si segnalò in breve tra gli studenti più attivi e dotati. La laurea in legge nel 1978 le aprì la strada  a los Angeles per una carriera accademica a Loyola Marymount University e come avvocato impegnata sui temi della difesa dei diritti civili delle donne. Riprese solo occasionalmente i panni di attrice per interpretare ancora il popolare personaggio di "Zelda Gilroy" in due sequel televisivi nel 1977 e 1988.
Nel 1994 Kuehl fu eletta come deputato all'Assemblea generale della California. La sua omosessualità non era ormai più un segreto e Kuehl fu così la prima persona apertamente omosessuale ad entrare nell'Assemblea. Nei tre mandati in cui fu eletta, Kuehl si adoperò specificamente nell'introdurre provvedimenti legislativi che rimuovessero ogni forma di discriminazione verso gli omosessuali. Nel 2000 divenne membro del Senato della California, continuando con grande energia le sue battaglie per i diritti civili. Anche dopo la conclusione della sua esperienza al Senato dopo il massimo degli otto anni consentiti per legge, Kuehk ha proseguito il suo impegno ricoprendo importanti incarichi politici in California, venendo eletta nel 2014 come Los Angeles County Supervisor.

## Riconoscimenti
- Young Hollywood Hall of Fame (1950's)

## Radio
- The Penny Williamson Show (1950)

## Televisione
- Mio padre, il signor preside (The Stu Erwin Show), serie TV - cast principale, 4 stagioni, 67 episodi (1950-1955)
- "Margie's Sister Sally" (1952) - episodio della serie TV La mia piccola Margie (My Little Margie)
- "A Matter of Advice" (1953) - episodio della serie TV Four Star Playhouse
- General Electric Theater – serie TV, episodio 2x17 (1954)
- "Dutch Treat" (1954) - episodio della serie TV La mia piccola Margie (My Little Margie)
- "Mayor of the Town" (1954) - episodio della serie TV Mayor of the Town
- "The Wolf Sitter" (1955) - episodio della serie TV The Bob Cummings Show
- "Miss Ashley's Demon" (1957) - episodio della serie TV The Loretta Young Show
- "Return of the Wheel" (1957) - episodio della serie TV Date with the Angels
- "Bob, the Babysitter" (1959) - episodio della serie TV The Bob Cummings Show
- "Loco, the Teenager" (1959) - episodio della serie TV How to Marry a Millionaire
- The Many Loves of Dobie Gillis, serie TV - cast principale, 4 stagioni, 33 episodi (1959-1963).
- "Millionaire Susan Johnson" (1960) - episodio della serie TV The Millionaire
- Il magnifico King (National Velvet) – serie TV, episodio 1x26 (1961)
- Daddy-O, film TV, regia di Rod Amateau (1961)
- "Pony Tails and Politics" (1962) - episodio della serie TV The New Loretta Young Show
- Zelda, film TV, regia di Rod Amateau (1962)
- "A Touch of Glamour" (1963) - episodio della serie TV The Donna Reed Show
- "The Happy Sleepwalker" (1963) - episodio della serie TV Un equipaggio tutto matto (McHale's Navy)
- "Wake Up, Darling" (1964) - episodio della serie TV Bob Hope Presents the Chrysler Theatre
- "The Ladybugs" (1964) - episodio della serie TV Petticoat Junction
- "Rick and the Girl Across the Hall" (1964) - episodio della serie TV The Adventures of Ozzie and Harriet
- Broadside, serie TV - cast principale, una stagione, 32 episodi (1964-1965).
- "My Son, the Councilman" (1966) - episodio della serie TV The Donna Reed Show
- The Feminist and the Fuzz, film TV, regia di Jerry Paris (1971)
- Whatever Happened to Dobie Gillis?, film TV, regia di James Komack e Gary Shimokawa (1977)
- Bring Me the Head of Dobie Gillis, film TV, regia di Stanley Z. Cherry (1988)